# Muro, Baleares
Muro là một đô thị trên đảo Mallorca, thuộc Quần đảo Baleares, Tây Ban Nha.

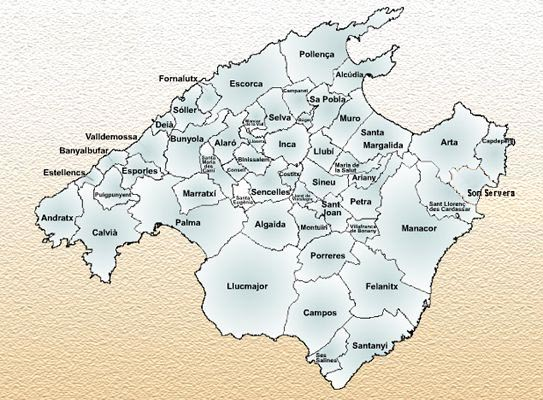
Muro nằm ở đông bắc đảo Mallorca.